# Wrath ov the Gods / Moonastray
Wrath ov the Gods / Moonastray – split polskich grup muzycznych: Vesania i Black Altar. Wydawnictwo ukazało się w 2002 roku nakładem wytwórni muzycznej Odium Records. Płyta została wydana w limitowanym do 666 egzemplarzy nakładzie. Utwory zespołu Black Altar zostały nagrane w olsztyńskim Selani Studio zimą 2000 roku we współpracy z producentem muzycznym Szymonem Czechem. Z kolei nagrania grupy Vesania zostały zarejestrowane zimą 1998 roku również w olsztyńskim Selani Studio we współpracy z realizatorem Andrzejem Bombą. Kompozycje zostały wydane także w 1999 roku na CD Promo 1999.

## Lista utworów
Opracowano na podstawie materiału źródłowego.
Black Altar – Wrath ov the Gods
1. "Intro" (muz. Lord von Skaven) - 01:27
2. "Black Altar" (sł. Shadow, muz. Shadow) - 04:24
3. "Wrath ov the Gods" (sł. Shadow, muz. Shadow, Mateusz) - 04:08
4. "The Return" (cover Bathory) (sł. Quorthon Seth, muz. Quorthon Seth) - 04:41
5. "Like A Steps ov Harvester" (muz. Nazgrim) - 02:52
6. "Conquering the Throne" (muz. Nazgrim) - 02:40

Vesania – Moonastray
1. "Daemoonion Act I (Moonastray)" (muz. i sł. Vesania) - 11:09
2. "Insomnia Noctiferi (Thunderose)" (muz. i sł. Vesania) - 05:45

## Twórcy
Opracowano na podstawie materiału źródłowego.
| Vesania - AnubiSS – gitara, śpiew - Annahvahr – gitara, śpiew - Heinrich – gitara basowa - Hatrah – instrumenty klawiszowe - Daray – perkusja - Siegmar – dodatkowe syntezatory, mastering - Andrzej Bomba – realizacja, produkcja, miksowanie, mastering | Black Altar - Shadow – gitara basowa, śpiew, instrumenty klawiszowe - Drakkheim Mysteriis – gitara - Lord von Skaven – gitara - Antichrist – perkusja - Szymon Czech – realizacja, produkcja, miksowanie, mastering |